# 치아문난난적소시광
치아문난난적소시광(중국어: 致我們暖暖的小時光)은 2019년 방송되었던 중국의 드라마이다. 대학 졸업을 앞둔 취업준비생 쓰투모가 엄마 친구의 집에서 세들어 살게 되고, 그 집 아들인 구웨이이와 엮이면서 일어나는 이야기를 그렸다. 재치있고 유머스러운 문장들로 유명한 작가 자오첸첸(趙乾乾)의 동명(同名)의 소설을 원작으로 한 로맨스 드라마이다. 2020년에 원작 소설 및 작가 자오첸첸의 SNS에서의 혐한 발언이 밝혀져 논란이 있었다.

## 등장인물
- 싱페이 (邢菲) - 쓰투모 역
- 린이 (林一) - 구웨이이 역
- 탕샤오톈 (唐曉天) - 푸페이 역
- 정잉천 (鄭英辰) - 왕산 역